# SCART

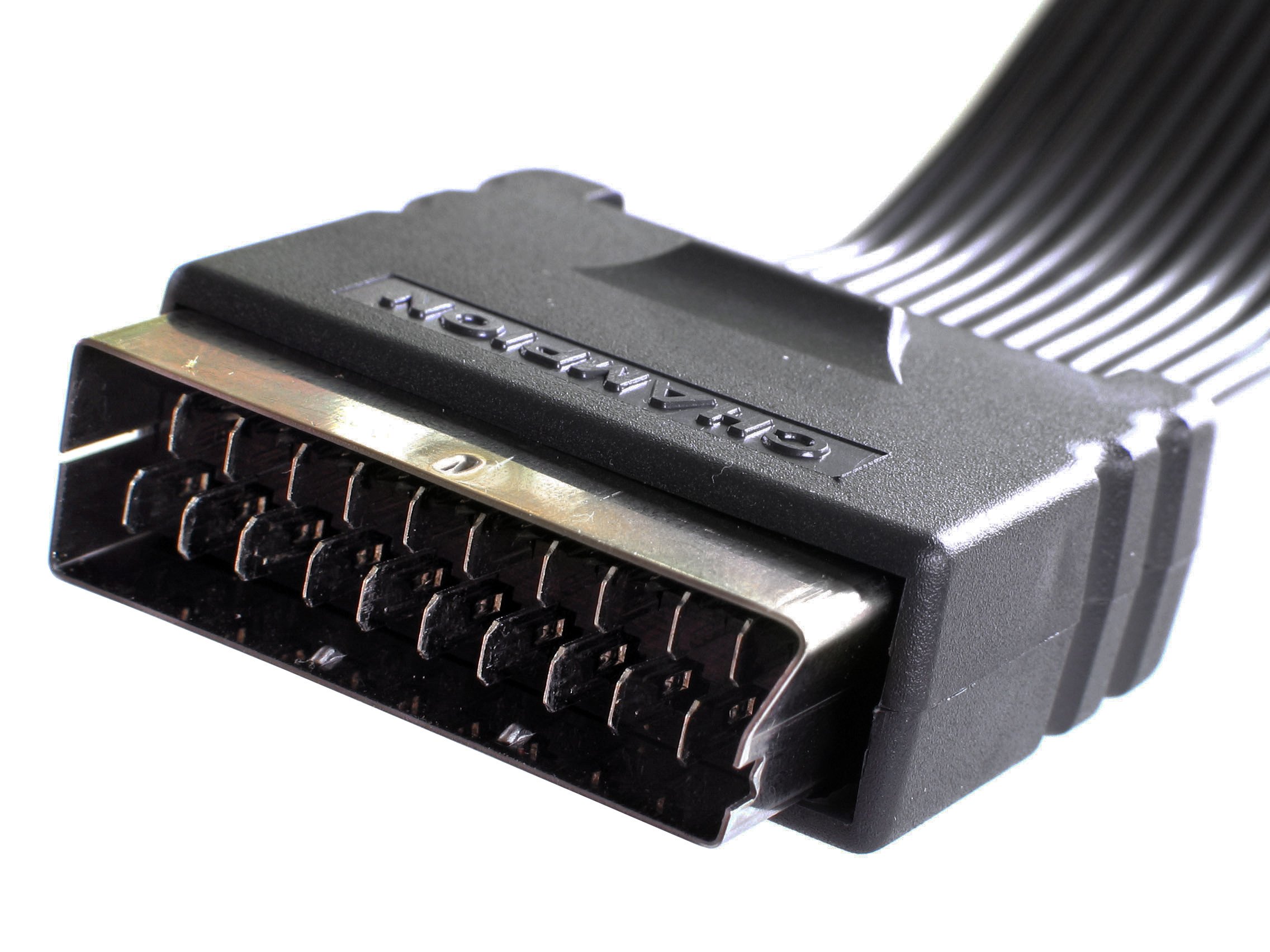
Konektor typu Scart

SCART (zkratka z francouzského Syndicat des Constructeurs d'Appareils Radiorécepteurs et Téléviseurs) je 21 pólový konektor pro připojení audio/video zařízení (videa a televize), používaný zejména v Evropě. Největší obliby dosahoval v 90. letech 20. století, s přechodem na technologii HDTV se od něj upouští. SCART kabel je stíněn (pól 21) a umožňuje přenášet více druhů signálu RGB, S-Video a kompozitní video. Nástupcem tohoto rozhraní se stalo HDMI.

## Zapojení zdířek
1. Audio výstup pravý kanál
2. Audio vstup pravý kanál
3. Audio výstup levý kanál
4. zem Audio

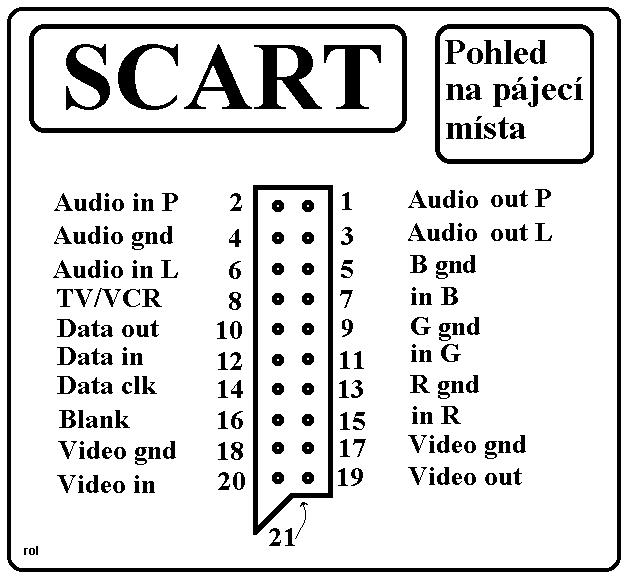
SCART piny

5. zem pinu 7 (RGB modrá / Komponentní PB)
6. Audio vstup levý kanál
7. RGB (modrá složka) vstup/výstup / Komponentní PB vstup/výstup / S-video barevný C výstup
8. Přepnutí signálu a poměr stran:
  - 0÷2 V → OFF
  - 5÷8 V → ON 16:9
  - 9.5÷12 V → ON 4:3
9. zem pinu 11 (RGB zelená / Komponentní Y)
10. D2B vstup (samice)
11. RGB (zelená složka) vstup/výstup / Komponentní Y vstup/výstup
12. D2B výstup (samice)
13. zem pinu 15 (RGB červená / Komponentní PR)
14. D2B a RDB výběr
15. RGB (červená složka) vstup/výstup / Komponentní PR vstup/výstup / S-video barevný C vstup
16. Signál přepnutí pinů:
  - 0-0,4V kompozitní
  - 1-3V RGB
17. zem: RGB-sync výstup, kompozitní video, S-video výstup
18. zem: RGB-sync vstup, přepínací signály, S-video vstup
19. RGB-sync výstup, kompozitní video výstup, S-video jasový Y výstup
20. RGB-sync vstup, kompozitní video vstup, S-video jasový Y vstup
21. zem kryt

D²B ("Digital Data Bus") je IEC standard pro sériovou komunikační sběrnici. To je sběrnice více řídících zařízení pro komunikaci domácích zařízení, byla vytvořena Philipsem v roce 1970.
Neexistuje žádný přepínací signál, který by indikoval S-Video. Některé televizory mohou automaticky detekovat přítomnost signálu S-Video, ale častěji je třeba vstup S-Video vybrat ručně. Totéž platí pro komponentní YPbPr, který je v mnoha případech implementován přes kompozitní nebo RGB piny SCART konektoru.

## Minimální propojení
Řada výrobců dodává SCART kabely pouze v tzv. minimálním propojení, kdy je přenášen pouze video a audio signál
- 1 >> 2, 2 >> 1 (přenos audio pravý kanál)
- 3 >> 6, 6 >> 3 (přenos audio levý kanál)
- 4 >> 4 (audio zem)

- 8 >> 8 (spínací napětí 12V - způsobí přepnutí cílového zařízení pro příjem video signálu)

- 17 >> 17 (přenos video zem)
- 19 >> 20, 20 >> 19 (přenos video)
- 21 >> 21 (stínění)

## Zvláštní způsoby použití
- Převod SCART na S-video. Pokud použitá zařízení podporují formát S-video a mají použity zásuvky SCART, lze

obrazový signál S-video zavést pomocí tohoto zapojení minimálního propojení kabelu.

## Novější standardy
Vzhledem k tomu, že byl navržen tak, aby přenášel obsah analogového standardního rozlišení, použití SCART pokleslo se zavedením nových digitálních standardů, jako jsou HDMI a DisplayPort, které mohou přenášet obsah s vysokým rozlišením a vícekanálový zvuk, i když se stále běžně používají. HDMI-CEC je odvozen od AV.link SCART. Připojení SCART však může také podporovat signály s vyšším rozlišením, jako je 480p, 720p, 1080i, 1080p, pokud je připojení SCART zařízení navrženo tak, aby podporovalo připojení YPbPr. Totéž pro vícekanálový zvuk, ale tato konfigurace zůstává vzácná, protože není standardizovaná.